# Résolution 1387 du Conseil de sécurité des Nations unies
Membres permanents
- Chine
- États-Unis
- France
- Royaume-Uni
- Russie

Membres non permanents
- Bulgarie
- Cameroun
- Colombie
- Guinée
- Irlande
- Mexique
- Maurice
- Norvège
- Singapour
- Syrie

Résolution no 1386 Résolution no 1388
La résolution 1387 du Conseil de sécurité des Nations unies, adoptée à l'unanimité le 15 janvier 2002, après avoir rappelé les résolutions précédentes sur la Croatie, notamment les résolutions 779 (1992), 981 (1995), 1088 (1996), 1147 (1998), 1183 (1998), 1222 ( 1999), 1252 (1999), 1285 (2000), 1307 (2000), 1357 (2001) et 1362 (2001), a autorisé la Mission d'observation des Nations unies à Prevlaka (MONUP) à continuer de surveiller la démilitarisation de la péninsule de Prevlaka pendant six mois, soit jusqu'au 15 juillet 2002. Il s'agissait de la première résolution adoptée par le Conseil de sécurité en 2002.
Ce dernier s'est félicité de la situation calme et stable dans la péninsule de Prevlaka et a noté avec satisfaction que la Croatie et la république fédérale de Yougoslavie (Serbie-et-Monténégro) étaient convenues de créer une commission inter-États de la frontière commune. Il a également noté que la présence de la MONUP contribuait grandement à maintenir des conditions propices au règlement du différend.
La résolution se félicite des progrès réalisés par la Croatie et la république fédérale de Yougoslavie (Serbie et Monténégro) dans la normalisation de leurs relations. Il a exhorté les deux parties à cesser les violations du régime de démilitarisation, à coopérer avec les observateurs des Nations Unies et à garantir une totale liberté de mouvement à ces derniers. Les deux pays ont été invités à mettre en œuvre les mesures de confiance prévues par la résolution 1252 et à rendre compte des progrès de leurs négociations bilatérales au moins deux fois par mois. Enfin, la Force de stabilisation en Bosnie-Herzégovine (SFOR, acronyme anglais pour Stabilisation Force), autorisée dans la résolution 1088 et prolongée par la résolution 1357, était tenue de coopérer avec la MONUP.
La Croatie avait demandé que la mission soit suspendue afin de laisser plus de temps aux deux pays pour régler leurs différends, tandis que le Monténégro était favorable à un mandat plus long. 

## Voir également
- Dislocation de la Yougoslavie
- Guerre de Croatie
- Guerres de Yougoslavie